# María Barral Varela
María Barral Varela es una política española (Betanzos, La Coruña, 1973), miembro del PSdeG-PSOE. Es la actual alcaldesa de Betanzos.

## Trayectoria política
Licenciada en matemáticas por la Universidad de Santiago de Compostela, accedió al consistorio brigantino el 28 de enero de 2004, asumiendo las funciones de concejal de servicios sociales, emigración y turismo. Desempeñó este cargo hasta las elecciones municipales de 2007, tras las cuales pasó a la oposición; y lo recuperó cuatro años más tarde, compaginándolo desde entonces, y hasta verano de 2018, con la función de primera teniente de alcalde de la corporación municipal presidida por Ramón García. La dimisión de este último, el 17 de julio de dicho año, propició su nombramiento como alcaldesa, que se formalizó el 6 de agosto siguiente.
Número dos de la lista de los socialistas brigantinos en los últimos comicios, Barral es también responsable provincial de servicios sociales del PSdeG-PSOE.